# Wapen van Ravenstein

Wapen van Ravenstein

Het wapen van Ravenstein werd op 16 juli 1817 bevestigd door de Hoge Raad van Adel aan de Noord-Brabantse gemeente Ravenstein. Per 2003 ging Ravenstein op in de gemeente Oss. Het gemeentewapen kwam daardoor te vervallen.

## Blazoenering
De blazoenering van het wapen luidde als volgt:
Van zilver, beladen met een raav van sabel, staande op een steen van lazuur. Het schild gedekt met een kroon van goud en vijf fleurons van hetzelvde.
De heraldische kleuren zijn zilver (wit), sabel (zwart) en lazuur (blauw). In het register van de Hoge Raad van Adel zelf wordt geen beschrijving gegeven, slechts een afbeelding.

## Verklaring
Het betreft hier een sprekend wapen: een raaf op een steen. De raaf werd afwisselend afgebeeld op wapens. Zo is het op het oudste zegel van de stad een engel boven twee schildjes afgebeeld. Op de ene is het wapen van Philip van Kleef (1492-1527), heer van Ravenstein, afgebeeld en op de andere een raaf op twee ronde stenen. Vanaf de 16e eeuw werd het Kleefse wapen gebruikt, maar in een 17e-eeuws kastelenboek komt een raaf zonder steen in het wapen voor. Van der Aa (1839-1851) noemt het wapen van Kleef als heerlijkheidswapen en als stadswapen een wapen met raaf op een veld van keel.